# Grumo Nevano
Grumo Nevano ist eine Gemeinde mit 17.185 Einwohnern (Stand 31. Dezember 2023) in der Metropolitanstadt Neapel, Region Kampanien.
Grumo Nevano grenzt an folgende Gemeinden: Arzano, Casandrino, Frattamaggiore, Sant’Antimo, Sant’Arpino (CE).

## Bevölkerungsentwicklung
Grumo Nevano zählt 5839 Privathaushalte. Zwischen 1991 und 2001 fiel die Einwohnerzahl von 19.524 auf 18.644. Dies entspricht einer prozentualen Abnahme von 4,5 %.

## Persönlichkeiten
- Domenico Cirillo (1739–1799), neapolitanischer Arzt, Botaniker und Politiker
- Francesco Vòllaro (1915–2004), römisch-katholischer Ordensgeistlicher, Bischof von Ambatondrazaka
- Francesco Beneduce (* 1956), römisch-katholischer Ordensgeistlicher, Weihbischof in Neapel

## Städtepartnerschaften
- Żagań in der polnischen Woiwodschaft Lebus.[2]